# Psychotherapie
Psychotherapie (von altgriechisch ψυχή psyche „Seele“, und therapeia „Behandlung, Therapie“) als Behandlung seelischer Leiden bezeichnet die „gezielte professionelle Behandlung psychischer (seelischer) Störungen oder psychisch bedingter körperlicher Störungen mit psychologischen Mitteln“. Die dabei angewandten Verfahren, Methoden und Konzepte sind durch verschiedene Psychotherapieschulen geprägt.
Die Psychotherapieforschung überprüft einige der Konzepte und Verfahren in Form von Prozessforschung und Wirksamkeitsprüfung nach dem Konzept der Evidenzbasiertheit. Damit wird auch versucht, die Kluft zwischen Wissenschaft und praktischer Anwendung durch ein besseres Verständnis der aktiven Wirkprinzipien und Veränderungsprozesse zu überbrücken.

## Geschichte
Das Wort Psychotherapie leitet sich ab von altgriechisch ψυχή psychḗ ‚Atem, Hauch, Seele‘ in Zusammensetzung mit θεραπεύειν therapeúein ‚pflegen, sorgen‘, sowie von altgriechisch θεραπεία therapeia „Heilung“ und lässt sich damit bis zu Platon zurückführen.
Einer der ersten, der den Begriff psycho-therapeutics benutzte, war 1872 Daniel Hack Tuke. Zum Ende des 19. Jahrhunderts wurde Psychotherapie im Zusammenhang mit Hypnose bzw. Hypnotismus gebräuchlich und u. a. ab 1889 durch Frederik van Eeden verbreitet, der den Begriff im modernen Sinne verwendete. Allgemein eingeführt wurde der Begriff 1903 durch Paul Charles Dubois.
Erste Ansätze einer psychotherapeutischen Behandlung im heutigen Sinne brachte im ausgehenden 18. Jahrhundert die Verknüpfung von psychologischem und somatischem Standpunkt durch den französischen Arzt und Philosophen Pierre Cabanis, der 1802 versuchte, „moralische“ (nach heutigem Verständnis: psychologische) Phänomene physiologisch zu erklären.
Die ersten rein psychotherapeutische Methoden entwickelte Ende des 19. Jahrhunderts Sigmund Freud mit seiner Psychoanalyse, der auf Arbeiten von Franz Anton Mesmer (Mesmerismus, Heilmagnetismus), Jean-Martin Charcot und Pierre Janet sowie Josef Breuer als Grundlagen zurückgriff. Fast gleichzeitig entstand in Amerika der Behaviourismus als Grundlage der Verhaltenstherapie (u. a. Edward Lee Thorndike, John B. Watson, später Burrhus Frederic Skinner). 1938 folgte die Klientzentrierte Psychotherapie (im deutschen Sprachraum Gesprächspsychotherapie) von Carl Rogers, die wie die später entstandene Gestalttherapie und andere zur Humanistischen Psychotherapie gezählt wird.
In der Zeit des Nationalsozialismus wurde seit Gründung des Deutschen Instituts für psychologische Forschung und Psychiatrie am 25. Mai 1936 statt von Psychotherapie von Seelenheilkunde gesprochen.

## Definitionen
Eine einfache Definition gibt Michael Ermann: Psychotherapie ist Krankenbehandlung mit psychologischen Mitteln. Zur genaueren Definition gehören ein geplanter interaktioneller Prozess, Ziele (z. B. Persönlichkeitsänderung oder Symptomminderung), als Mittel verbale und nonverbale Kommunikation oder andere Techniken und als Hintergrund eine definierte Theorie zur Begründung des Behandlungsplans.
Meinrad Perrez und Urs Baumann verstehen darunter die Teilmenge der klinisch-psychologischen Interventionsmethoden, die zur therapeutischen Beeinflussung von Störungen eingesetzt werden". Es sind also nicht (nur) die Methoden, sondern auch der Anwendungskontext – einige Interventionsmethoden werden auch außerhalb der Psychotherapie eingesetzt.
Bernhard Strauß versteht darunter eine Gruppe von wissenschaftlich fundierten Verfahren und Methoden zur Behandlung psychischer Erkrankungen sowie psychologisch relevanter Faktoren bei körperlichen Erkrankungen. Die Betonung der wissenschaftlichen Fundierung deckt sich mit der Formulierung des Psychotherapeutengesetzes in Deutschland: jede mittels wissenschaftlich anerkannter psychotherapeutischer Verfahren vorgenommene Tätigkeit zur Feststellung, Heilung oder Linderung von Störungen mit Krankheitswert, bei denen Psychotherapie indiziert ist. (§ 1 Abs. 3).
Von Psychotherapie zu unterscheiden ist die Psychologische Beratung, die in verschiedensten Teilgebieten der Psychologie zum Einsatz kommt (z. B. Formen der Paar- und Erziehungsberatung ohne Vorliegen psychischer Störungen, berufliches Coaching) aber nicht zur Heilkunde gehört.

## Verfahren
Es gibt eine Vielzahl von Schulen und Methoden der Psychotherapie, die jedoch nicht alle als wissenschaftlich anerkannt gelten, unter anderem, weil seriöse Wirksamkeitsuntersuchungen fehlen. Bei einigen Methoden handelt es sich um Weiterentwicklungen, Spezialisierungen oder Abspaltungen aus psychoanalytischen, tiefenpsychologischen, humanistischen oder verhaltenstherapeutischen Verfahren. Einige werden eher dem para- und pseudowissenschaftlichen Bereich zugerechnet.
Nicht alle Psychotherapieverfahren sind deshalb überall staatlich anerkannt (Finanzierung durch Krankenkassen und Anerkennung einer Ausbildung zum Psychotherapeuten, insofern diese Berufsbezeichnung geschützt ist, hängen davon ab). Die Anerkennung der einzelnen Methoden im Gesundheitswesen der deutschsprachigen Länder ist sehr unterschiedlich:
| Richtung            | Methode                                   | Gründer                            | Deutschland | Österreich | Schweiz (3) |
| analytisch          | Psychoanalyse                             | Sigmund Freud                      |             |            |             |
|                     | Individualpsychologie                     | Alfred Adler                       |             |            |             |
|                     | Analytische Psychologie                   | C. G. Jung                         |             |            |             |
|                     | Gruppenpsychoanalyse                      | Pratt, Burrow, Schilder            |             |            |             |
| tiefenpsychologisch | Autogene Psychotherapie                   | Johannes Heinrich Schultz          | –           |            | –           |
|                     | Daseinsanalyse                            | Ludwig Binswanger                  | –           |            |             |
|                     | Dynamische Gruppenpsychotherapie          | Raoul Schindler                    | –           |            |             |
|                     | Hypnosepsychotherapie                     | Milton Erickson                    | (1)         |            |             |
|                     | Katathym-Imaginative Psychotherapie       | Hanscarl Leuner                    |             |            |             |
|                     | Konzentrative Bewegungstherapie           | Gindler, Stolze, Cserny            | –           |            | –           |
|                     | Transaktionsanalyse                       | Eric Berne                         | –           |            |             |
| humanistisch        | Logotherapie und Existenzanalyse          | Viktor Frankl                      | –           |            |             |
|                     | Existenzielle Psychotherapie              | Irvin D. Yalom                     | –           |            |             |
|                     | Gestalttherapie                           | Perls, Perls, Goodman              | –           |            |             |
|                     | Gesprächspsychotherapie                   | Carl R. Rogers                     | (2)         |            |             |
|                     | Psychodrama                               | Jakob L. Moreno                    | –           |            |             |
|                     | Psychosynthese                            | Roberto Assagioli                  | –           |            |             |
| behavioral          | (klassische) Verhaltenstherapie           | Thorndike, Watson, Skinner u. a.   |             |            |             |
| kognitiv            | kognitive Verhaltenstherapie              | Ellis, Beck, Kanfer, Lazarus u. a. |             |            |             |
| systemisch          | Systemische Therapie                      | Satir, Haley, Jackson u. a.        |             |            |             |
| kombinatorisch      | Integrative Therapie                      | Hilarion Petzold                   | –           |            |             |
|                     | Gestalttheoretische Psychotherapie        | Hans-Jürgen Walter                 | –           |            | –           |
|                     | Neuro-Linguistische Psychotherapie        | Schütz, Karber, Jelem u. a.        | –           |            | –           |
| körperorientiert    | Bioenergetische Analyse                   | Wilhelm Reich, Alexander Lowen     | –           | –          |             |
|                     | Biosynthese                               | David Boadella                     | –           | –          |             |
|                     | Körperpsychotherapie                      | verschiedene Schulen               | –           | –          |             |
| kunstorientiert     | Kunst- und ausdrucksorientierte Therapien | verschiedene Schulen               | –           | –          |             |
|                     | Musiktherapie                             | verschiedene Schulen               | –           |            |             |

- (1) Hypnosetherapie: in Deutschland Einzelbehandlung für Erwachsene anerkannt, muss von einem Arzt oder einem Psychologischen Psychotherapeuten, der die Abrechnungsgenehmigung dafür hat, durchgeführt werden.
- (2) Gesprächstherapie: in Deutschland für Erwachsene anerkannt (nach Berufsrecht, aber nicht ausreichend für die vertiefte Ausbildung zum Psychotherapeuten und keine Kostenerstattung durch die Kassen).
- (3) Heute werden in der Schweiz Ausbildungsgänge akkreditiert, die Methode ist nur ein Element dabei. Vor Einführung des Psychologieberufegesetzes 2013 gab es von Fachverbänden anerkannte Therapiemethoden, dieser Stand ist hier dargestellt (s. u.).

Schulenübergreifende Methoden streben danach, nach Gesichtspunkten der evidenzbasierten Medizin diejenige Methode anzuwenden, die bei einem bestimmten Störungsbild und unter Berücksichtigung der Situation des Patienten als am besten wirksam belegt angesehen werden können. Kritiker weisen auf die Komplexität der therapeutischen Situation hin, die von der Forschung bisher nur ansatzweise erfasst wird. Zunehmend werden aber integrative Psychotherapieverfahren empfohlen, die allgemeine mit spezifischen Wirkfaktoren kombinieren.

## Anwendungsformen und -bereiche
Die Anwendung kann ambulant oder stationär (auch tagesklinisch), in Einzel- oder Gruppenform, spezifisch oder begleitend zu anderen medizinischen Behandlungen erfolgen.
Seit etwa 2000 hat die Erforschung der Anwendung moderner informationstechnischer Medien für psychotherapeutische Zwecke bedeutsam zugenommen. Es werden Empfehlungen für Patienten und Fachkräfte gegeben, wenn sie diese neuen Medien nutzen wollen. Dabei können folgende Einsatzbereiche unterschieden werden:
- Teletherapie: In der Teletherapie wird klassische Psychotherapie über moderne Kommunikationskanäle (Videotelefonie, Chats etc.) realisiert.[24]
- Virtuelle Realität: „Virtual-Reality-Technologien“ (VR) ermöglichen es, computerbasierte Modelle der realen Welt zu erstellen, mit denen auf Basis einer Mensch-Maschinen-Schnittstelle (meist das Smartphone) interagiert werden kann.[25]
- Computer-basierte Online Interventionen (syn. Internet Interventionen, Online Therapie): Bereitgestellte Online-Programme können als eine interaktive Form der Selbsthilfe beschrieben werden (Selbsthilfe 2.0) und bestehen meist aus einer Kombination von Text, Audio und Video-Modulen.[26]
- Computer-unterstützte Psychotherapie (syn. Gemischte Therapie, Blended Therapy): Klassische Psychotherapie kann durch Online- und App-Elemente unterstützt werden. Ihre Anwendung wurde sowohl bereits für die Einzeltherapie,[27] als auch für die Gruppentherapie untersucht.[28]

Erste Pilotprojekte dazu gab es in den Niederlanden. In der Bundesrepublik Deutschland konnten bisher entsprechende psychotherapeutische Leistungen nicht über die gesetzlichen Krankenkassen abgerechnet werden. Diese Einschränkung wurde aufgrund der COVID-19-Pandemie im Jahr 2020 aufgehoben.

## Staatliche Anerkennung: Ausbildung, Ausübung und Kostenerstattung
Die Zulassung zur beruflichen Ausübung von Psychotherapie ist international unterschiedlich geregelt. Eine gesetzliche Regelung gibt es innerhalb der EU in verschiedenen Staaten. Auch in den USA gelten gesetzliche Regelungen für eine eigenverantwortliche psychotherapeutische Tätigkeit.
Nicht alle Psychotherapieverfahren sind überall staatlich anerkannt und werden von allen Krankenkassen finanziert. Dahinter stehen unterschiedliche Auffassungen über Indikation und Wirksamkeit, aber auch berufsständische Interessenskämpfe (zwischen Medizinern, Psychologen und anderen Berufen), und die Konkurrenz der Psychotherapie-Schulen untereinander. In der Schweiz und in Österreich ist die methodische Freiheit des Therapeuten weiter gefasst als in Deutschland.

### Deutschland
Psychotherapie wurde 1967 in die kassenärztliche Versorgung über die „Psychotherapie-Richtlinien“ (PT-RL) aufgenommen. Psychotherapeutische Richtlinien-Verfahren waren zunächst nur psychoanalytisch begründete Verfahren (Analytische Psychotherapie und tiefenpsychologisch fundierte Psychotherapie), die Verhaltenstherapie kam 1987 dazu. Bereits in der „Psychiatrie-Enquête“ von 1972 wurde gefordert, auch Verhaltenstherapeuten und Gesprächspsychotherapeuten sozialrechtlich anzuerkennen. In einem von der Bundesregierung in Auftrag gegebenen wissenschaftlichen Gutachten (Meyer et al. 1991) wird festgestellt, dass ein Ausschluss der Gesprächspsychotherapie der empirischen Befundlage zur klinischen Wirksamkeit des Verfahrens widerspricht und damit ungerechtfertigt ist. Vor Inkrafttreten des Psychotherapeutengesetzes zum 1. Januar 1999 konnten nur ärztliche Psychotherapeuten Mitglieder der Kassenärztlichen Vereinigung sein.
Das Psychotherapeutengesetz fordert für die heilkundliche Psychotherapie in § 11 die wissenschaftliche Anerkennung eines angewendeten Verfahrens, was ggf. „auf der Grundlage eines Gutachtens eines wissenschaftlichen Beirates“ zu treffen ist. Seit der Gesetzeseinführung ist der Gemeinsame Bundesausschuss (G-BA) zuständig für die Erarbeitung aller Richtlinien im Gesundheitswesen, so auch die Psychotherapie-Richtlinie. Der Wissenschaftliche Beirat Psychotherapie (WBP) ist seit 1998 dieses Gutachtergremium.
Die Anerkennung hat Einfluss auf die Anerkennung für die vertiefte Ausbildung zum Psychotherapeuten (als Voraussetzung der Approbation) und die Kostenerstattung durch die Kassen.
Psychotherapie, die gemäß Psychotherapie-Richtlinie über die gesetzlichen Krankenkassen abrechnungsfähig ist, „(…) wendet methodisch definierte Interventionen an, die auf als Krankheit diagnostizierte seelische Störungen einen systematisch verändernden Einfluss nehmen und Bewältigungsfähigkeiten des Individuums aufbauen.“ Psychotherapie, die unter der Berufsbezeichnung Psychotherapeut angewendet werden darf, ist „jede mittels wissenschaftlich anerkannter psychotherapeutischer Verfahren vorgenommene Tätigkeit zur Feststellung, Heilung oder Linderung von Störungen mit Krankheitswert, bei denen Psychotherapie indiziert ist.“
Psychotherapie zu Lasten der Krankenkassen muss in Deutschland von der Kasse genehmigt werden. Zu diesem Zweck muss der Patient einen Kassenantrag stellen. Diesem Antrag muss der Psychotherapeut, wenn er eine Langzeittherapie beantragt, einen Bericht an den Gutachter beilegen. Von der befürwortenden Stellungnahme des Gutachters hängt es ab, ob die Krankenkasse die Kosten für die Behandlung übernimmt.

#### Zugelassene Verfahren
Im deutschen Gesundheitssystem sind aktuell (Stand 2020) vier Verfahren („Richtlinienverfahren“) für die von den gesetzlichen Krankenkassen finanzierte Psychotherapie und als anerkannte vertiefte Ausbildungen zugelassen:
1. Analytische Psychotherapie
2. Tiefenpsychologisch fundierte Psychotherapie,
3. Verhaltenstherapie und
4. Systemische Psychotherapie

Außerdem können Autogenes Training, Progressive Muskelentspannung, Hypnose und seit 2014 auch EMDR als Einzelbehandlung genehmigt und finanziert werden.
Für Psychotherapieverfahren gilt: Es muss nicht nur der Nutzen des Psychotherapieverfahrens durch methodisch gute Studien nachgewiesen sein, sondern die Nutzennachweise müssen auch mehrere Anwendungsbereiche der ambulanten Psychotherapie abdecken (insbesondere Depressionen und Angststörungen sowie mindestens einen weiteren Anwendungsbereich.) Die Systemische Therapie bei Erwachsenen ist die bisher einzige nach diesem Verfahren im Jahr 2019 anerkannte Methode.
2008 wurde durch den G-BA mitgeteilt: Um dem Einwand zu begegnen, dass die bereits in der GKV befindlichen Verfahren bisher nicht nach den Kriterien der evidenzbasierten Medizin geprüft wurden, hat der G-BA deshalb seine Absicht bekräftigt, auch diese – nämlich die tiefenpsychologisch fundierte und die analytische Psychotherapie und die Verhaltenstherapie – seinem gesetzlichen Auftrag entsprechend zu überprüfen. Alle sogenannten Richtlinienverfahren wurden vom Wissenschaftlichen Beirat Stand Ende 2021 auch begutachtet. Tiefenpsychologisch fundierte Psychotherapien und die psychoanalytischen Therapien wurden als Psychodynamische Psychotherapie zusammengefasst, Langzeitbehandlungen von mehr als 100 Stunden aber nicht berücksichtigt; diese sollten in einer gesonderten Stellungnahme berücksichtigt werden, die bisher nicht vorliegt.
Im Dezember 2019 teilt der G-BA mit, dass man das aufgrund einer Selbstverpflichtung aufgenommene Beratungsverfahren zu den anerkannten Psychotherapieverfahren der Psychotherapie-Richtlinie eingestellt habe. Verantwortlich seien die Rechtsprechung, eine nicht erreichbare methodische Gleichbehandlung und der Arbeitsaufwand. Dies führte auch zu Kritik. Der GKV-Spitzenverband, der der Einstellung skeptisch gegenüber stand, setze weiterhin darauf, dass nur evidenzbasierte Methoden in die Versorgung von GKV-Patienten gelangen sollten. „Die Leistungen müssen einen nachgewiesenen Nutzen haben, damit sie in den Leistungskatalog aufgenommen werden können“, erklärte Doris Pfeiffer, die Vorsitzende des GKV-Spitzenverbandes.

#### Zugelassene Berufe
Die Ausübung von Psychotherapie ist in Deutschland rechtlich geregelt und darf nur von Ärzten mit entsprechender Zusatzqualifikation sowie von „Psychologischen Psychotherapeuten“ (d. h. Psychologen mit psychotherapeutischer Ausbildung und Approbation) ausgeübt werden. Bei Kindern und jugendlichen Patienten (bis zum vollendeten 21. Lebensjahr) ist die Ausübung von Psychotherapie als Kinder- und Jugendlichenpsychotherapeut auch Pädagogen und Sozialpädagogen nach Zusatzausbildung und Approbation möglich.
Das Psychotherapeutengesetz regelt, wer heilkundliche Psychotherapie unter der Berufsbezeichnung „Psychotherapeut“ ausüben darf. Unter das Psychotherapeutengesetz fällt somit nicht Psychotherapie, die im Rahmen des Heilpraktikergesetzes durchgeführt wird.
Die am 1. September 2020 in Kraft getretene Neufassung des Psychotherapeutengesetzes (Gesetz über den Beruf der Psychotherapeutin und des Psychotherapeuten) bestimmt, dass ein eigenständiges Studium an Hochschulen (Universitäten oder Hochschulen, die Universitäten gleichgestellt sind) Voraussetzung für die Erteilung einer Approbation als Psychotherapeut bzw. Psychotherapeutin ist. Es dauert in Vollzeit fünf Jahre. Die ersten drei Jahre sind ein Bachelorstudium, woran sich zwei Jahre Masterstudium anschließen. Die Studiengänge müssen nach dem Hochschulrecht der Länder akkreditiert sein und hochschulische Lehre und berufspraktische Einsätze beinhalten. Das löst den bisherigen Zugang eines Studiums der Psychologie (5 Jahre) mit anschließender dreijähriger spezifischer Ausbildung ab. Ein Grund der Novellierung sind die Vereinheitlichung und Verkürzung der unbezahlten Ausbildung (die Bezahlung während der spezifischen Ausbildung war fakultativ bzw. gering) und klarere Ausrichtung des Studiums auf das Ausbildungsziel. Das Studium schließt mit einer staatlichen psychotherapeutischen Prüfung und der Approbation ab. Eine anschließende Weiterbildung („PiW“ als Psychotherapeuten in der Weiterbildung) ist mit der Situation von Assistenzärzten zu vergleichen und wird nach Tarif vergütet. Nach dieser Weiterbildung und dem Bestehen einer Fachkundeprüfung kann man ins Arztregister eingetragen werden und damit eine Zulassung für die Patientenversorgung erhalten.
Berechtigt zur Ausübung von Psychotherapie sind:
für Erwachsene
auf der Basis einer Approbation nach Psychotherapeutengesetz:
- Ärztliche Psychotherapeuten (approbierte Ärzte mit zusätzlicher Psychotherapieweiterbildung)
- Fachärzte für Psychosomatische Medizin und Psychiatrie und Psychotherapie
- Psychologische Psychotherapeuten (Diplom- bzw. Master Psychologen mit psychotherapeutischer Weiterbildung und Approbation)

auf der Basis des Heilpraktikergesetzes und einer behördlichen Erlaubnis:
- Heilpraktiker sowie Heilpraktiker für Psychotherapie (Heilpraktiker beschränkt auf das Gebiet der Psychotherapie, umgangssprachlich „kleiner Heilpraktikerschein“)[52]

für Kinder und Jugendliche
- Fachärzte für Kinder- und Jugendpsychiatrie und Psychotherapie
- Kinder- und Jugendlichenpsychotherapeuten
- Psychologische Psychotherapeuten (allerdings haben nicht alle approbierten psychologischen Psychotherapeuten eine Kassenzulassung für Kinder[53])

#### Abgrenzung von anderen professionellen Beziehungen
In Deutschland grenzt das Psychotherapeutengesetz Psychotherapie von nichtheilkundlichen psychologischen Interventionen ab. So gilt als Psychotherapie jede psychologische „Tätigkeit zur Feststellung, Heilung oder Linderung von Störungen mit Krankheitswert“ mittels „wissenschaftlich anerkannter Verfahren“. Hingegen gehören „psychologische Tätigkeiten, die die Aufarbeitung und Überwindung sozialer Konflikte oder sonstige Zwecke außerhalb der Heilkunde zum Gegenstand haben“ nicht zur Psychotherapie. So sind in Deutschland z. B. Beratungsgespräche mit Lehrern, Sozialarbeitern, und auch Seelsorgegespräche keine Psychotherapie. Deutlich unterscheidet sich auch das Coaching von der Psychotherapie.
Die Auslegung des Gesetzes, dass jede Diagnostik von Störungen mit Krankheitswert approbierten Psychotherapeuten vorbehalten sei, hat sich nicht durchgesetzt. Für die forensische Begutachtung hatte die Deutsche Gesellschaft für Psychologie ein Rechtsgutachten eingeholt, dass der Approbationsvorbehalt nicht dafür gilt (z. B. Begutachtung sexuell missbrauchter oder misshandelter Kinder). Auch im Rahmen der neuropsychologischen Diagnostik, der Fahreignungsdiagnostik, der Entwicklungsdiagnostik und anderer Disziplinen spielt die diagnostische Feststellung psychischer Störungen eine wichtige Rolle. Der „Approbationsvorberhalt“ gilt dort in der Praxis, wenn auch eine psychotherapeutische Behandlung damit verbunden ist.
Methodisch überschneiden sich Therapie, Beratung, Seelsorge, Selbsterfahrung oft bis in Kernbereiche. Auf dem Kontinuum zwischen der „Behandlung von Krankhaftem“ bis zur „Entwicklung von Ressourcen“ ist Psychotherapie dort nur unbefriedigend abzugrenzen. Verschiedene Therapie-Richtungen integrieren zusätzlich zu Psychischem auch Spiritualität, Soziales, Politisches etc.
Formal handelt es sich nach deutschem Recht nicht um Psychotherapie, sondern um psychologische Beratung oder andere Methoden,
- wenn keine Störungen oder Krankheiten beeinflusst werden sollen;
- wenn es sich um Selbsthilfegruppen, Selbsterfahrungsgruppen, Supervisionen, Trainings- oder Coachinggruppen sowie allgemeine Lebensberatung handelt;
- wenn die Prinzipien von Diagnose und Heilung nicht angewandt werden;
- wenn keine wissenschaftliche Theorie oder überprüfbare Anschauungen zugrunde liegen,
sondern die „Behandlung“ sich ausschließlich auf die persönlich gewonnenen oder in einer bestimmten Gruppe tradierten Erfahrungen stützt;
- wenn keine (schriftliche oder mündliche) Vereinbarung zu einer Psychotherapie vorliegt;
- wenn Ziele eines Therapieprozesses nicht festgelegt werden oder diese Ziele nicht offen besprochen werden;
- wenn ausschließlich Behandlungen mit Medikamenten erfolgen;
- wenn keine persönliche Interaktion zwischen dem Patienten oder Klienten und dem Berater bzw. Therapeuten vorliegt (wenn z. B. „therapeutische Mitteilungen“ ausschließlich in der Form von Rundbriefen, Audio- oder Videokassetten etc. verbreitet werden);
- wenn lediglich die charismatische Persönlichkeit des Behandelnden als Wirkung eingesetzt wird und keine Heilung versprochen wird.

### Österreich
Lange Zeit war die Ausübung der Psychotherapie in Österreich allein Ärzten vorbehalten. Das änderte sich 1991 mit der Einführung des Psychotherapiegesetzes. Es legt unter anderem die Voraussetzungen für die Ausbildung und die Tätigkeit von Psychotherapeuten fest. Psychotherapie wurde zu einer eigenständigen Fachdisziplin, die weder der Medizin untergeordnet noch ein Teil der Psychologie, sondern gleichberechtigt mit anderen Fächern ist.
In der „Psychotherapeutenliste“ sind aktuell ca. 12.460 Psychotherapeuten eingetragen (Stand: 2025). Dabei ist die regionale Verteilung sehr unterschiedlich. Beispielsweise gibt es in Wien dreimal so viele Psychotherapeuten pro Einwohner wie im Burgenland. Die meisten haben die Zusatzbezeichnung Systemische Familientherapie vor solchen ohne Zusatzbezeichnung und solchen mit der Bezeichnung Verhaltenstherapie.
Zurzeit sind 23 Verfahren und Methoden gesetzlich anerkannt (Stand: 2020). Sie sind in der oben stehenden Tabelle gelistet. Im Vergleich zu Deutschland sind mehr Indikationen zugelassen.
Voll durch Krankenkassen finanzierte Psychotherapie gibt es abhängig vom Bundesland nur selten. Die Wartelisten sind lang. In manchen öffentlich finanzierten Stellen ist ein bestimmtes Kontingent an kostenlosen Therapieeinheiten möglich. Die vorhandenen kostenfreien und teilfinanzierten Therapieplätze decken nicht den Bedarf. Ein erheblicher Teil der Kosten wird von den Patienten selbst getragen.
Psychotherapeuten können ihren Stundensatz individuell festlegen. Üblich sind Kostensätze zwischen durchschnittlich 70 und 150 Euro für eine Therapieeinheit mit 50 Minuten. Wie viel die Therapiesitzung tatsächlich kostet, hängt auch davon ab, ob eine „krankheitswertige Störung“ vorliegt. Im Falle einer entsprechenden Diagnose erstatten die Krankenkassen auf Antrag einen Teil, derzeit 28 Euro (bei den Gebietskrankenkassen) oder 40 Euro bei einigen anderen Kostenträgern. Im Jahr 2019 wurden für Psychotherapie im engeren Sinne seitens der Sozialversicherung 76,4 Millionen Euro ausgegeben. Davon entfielen 60 % auf durch Versorgungsvereine und Institutionen angebotene Psychotherapie, 20 % auf Vertrags- und Wahlärzte, 19 % auf niedergelassene Therapeuten und 1 % auf Leistungen kasseneigener Einrichtungen. Dabei wurden durch Psychotherapeuten 116.000 Personen erreicht, durch ärztliche Leistungen psychotherapeutischer Medizin 117.000 Personen (grobe Richtwerte).

#### Zugang zur Ausbildung
Der Zugang zur Ausbildung ist im Vergleich zu Deutschland und zur Schweiz sehr liberal. So gelten dafür Studienabschlüsse der Medizin, der Psychologie, der Psychotherapiewissenschaft (PTW), der Pädagogik, der Philosophie, der Publizistik- und Kommunikationswissenschaft, der Theologie oder ein Studium für das Lehramt an höheren Schulen. Außerdem zugangsberechtigt sind Abschlüsse an einer Akademie für Sozialarbeit, einer Lehranstalt für gehobene Sozialberufe, einer Pädagogischen Akademie oder einer mit Öffentlichkeitsrecht ausgestatteten Lehranstalt für Ehe- und Familienberater. Auch ein Kurzstudium oder Hochschullehrgang für Musiktherapie qualifiziert für eine Zulassung zur Ausbildung. Wer nicht zu diesen Berufsgruppen zählt, kann einen Antrag auf bescheidmäßige Zulassung beim Bundesministerium für Gesundheit stellen. Über diesen wird auf Grundlage eines eingeholten Eignungsgutachtens des Psychotherapiebeirats entschieden.
Die Grundausbildung, das Psychotherapeutische Propädeutikum, dauert etwa zwei Jahre. Nach Abschluss des Propädeutikums kann das Fachspezifikum absolviert werden. Es dient der Ausbildung in einer der anerkannten Methoden und dauert mindestens drei Jahre.
Ärzte können die Berechtigung zur selbständigen Ausübung von Psychotherapie auch mit dem ÖÄK-Diplom für Psychotherapeutische Medizin erlangen. Dieses Fortbildungsdiplom, als PSY3-Diplom bezeichnet, wird von der Österreichischen Ärztekammer (ÖÄK) verliehen. Der Zeitaufwand zur Erlangung des PSY3-Diploms beträgt üblicherweise 7 Jahre, weil der Abschluss des PSY1- und PSY2-Diploms Voraussetzung für den Beginn des PSY3-Curriculums ist.

### Schweiz
In der Schweiz waren im Jahr 2017 insgesamt 9397 Psychotherapeuten registriert, davon 5046 nichtärztliche. Die Psychotherapeuten-Dichte war regional extrem unterschiedlich mit 2,56 pro 1000 Einwohner im Kanton Basel-Stadt gegenüber 0,13 im Kanton Obwalden.
Für die Ausübung in ambulanter Praxis ist gemäß Psychologieberufegesetz (PsyG) die Qualifikation der Therapeuten und der Besitz einer kantonalen Berufsausübungsbewilligung maßgeblich. Für Ärzte und Psychologen gibt es unterschiedliche Regelungen und Zugänge. Bezüglich der Anwendung von Therapie-Methoden besteht eine breitere Auswahlmöglichkeit als in Deutschland.

#### Zugelassene Verfahren
Maßgeblich für Psychologen ist das Psychologieberufegesetz, für die Ausübung von Psychotherapie durch Psychologen namentlich das Kapitel 5 „Ausübung des Psychotherapieberufes“. Es gibt keine zugelassenen Therapiemethoden, sondern Akkreditierungen der Weiterbildungsgänge durch das Bundesamt für Gesundheit. Im Gesetz werden sieben Akkreditierungskriterien genannt (Art. 13). Eines davon ist die Erreichung der Weiterbildungsziele (Art. 5), deren erstes der Einsatz aktueller wissenschaftlicher Erkenntnisse, Methoden und Techniken ist. Die Akkreditierungskriterien und Qualitätsstandards sind in einer Verordnung über Umfang und Akkreditierung der Weiterbildungsgänge der Psychologieberufe des EDI geregelt.
Die vom Bund ordentlich akkreditierten Weiterbildungsgänge werden gemäß Art. 34, Abs. 2 PsyG in einem Verzeichnis publiziert. Dies verdeutlicht die Vielfalt der akkreditiert angebotenen Methoden.
In der Schweiz waren vor der Einführung des Psychologieberufegesetzes einzelne Verfahren als „Psychotherapie“ anerkannt (siehe Tabelle oben). Diese Anerkennung erfolgte durch die Schweizer Charta für Psychotherapie innerhalb der Assoziation Schweizer Psychotherapeutinnen und Psychotherapeuten (ASP), den Schweizerischen Berufsverband für angewandte Psychologie (SBAP), sowie die Föderation der Schweizer Psychologinnen und Psychologen (FSP).
Ärzte als Fachärzte für Psychiatrie und Psychotherapie (FMH) bieten ebenfalls Psychotherapie an. Es sind im Rahmen der Facharztausbildung Einführungskurse und Vertiefungen in drei psychotherapeutischen Modellen (psychoanalytisch, systemisch, kognitiv-verhaltenstherapeutisch) zu absolvieren. Man lehnt sich an den deutschen „Richtlinienverfahren“ an.

#### Zugelassene Berufe
Zwei Wege führen zur Berechtigung, psychotherapeutisch zu arbeiten, einer für Ärzte und einer für Psychologen. Beide setzen einen (Fach-)Hochschulabschluss und eine postgraduale psychotherapeutische Weiterbildung voraus. Für die Zulassung zur Führung einer Psychotherapie-Praxis (Berufsausübungsbewilligung) sind die Kantone zuständig.
Ärzte erwerben den Facharzttitel „Psychiatrie und Psychotherapie“. Psychotherapeutisch ausgebildete Ärzte können die psychotherapeutische Leistung direkt mit den Krankenkassen abrechnen. Seit 1981 etablierte sich daneben die „delegierte Psychotherapie“. Dieses Delegationsmodell bedeutet, dass Ärzte, die über keine psychotherapeutische Qualifikation verfügen müssen, psychische Erkrankungen bei Patienten beurteilen und deren Behandlung an Psychotherapeuten delegieren. Diese Psychotherapeuten sind in der Praxis der delegierenden Ärzte angestellt und stehen unter ihrer Aufsicht. Die Ärzte rechnen die Arbeit der angestellten Psychotherapeuten über die Krankenkassen ab und zahlen ihnen eine Vergütung.
Seit 1. April 2013 regelt für Psychologen das Psychologieberufegesetz (PsyG) die Anforderungen an Ausbildung und Ausübung von Psychotherapie in der Schweiz. Seit Inkrafttreten des PsyG müssen Personen, welche Psychotherapie ausüben wollen, einen Master- oder gleichwertigen Hochschulabschluss in Psychologie besitzen und eine akkreditierte psychotherapeutische Weiterbildung absolviert haben. Übergangsbestimmungen in Artikel 49 PsyG galten für diejenigen Personen, die bereits eine kantonale Berufsausübungsbewilligung in Psychotherapie hatten, oder ihre Psychotherapieweiterbildung in der Schweiz vor Inkrafttreten des PsyG abgeschlossen oder begonnen hatten. Auch die Gleichwertigkeit von ausländischen Hochschulabschlüssen in Psychologie und Weiterbildungstiteln wurde geregelt; sie wird durch die vom Bundesrat eingesetzte Psychologieberufekommission überprüft.
Am 19. März 2021 hat der Bundesrat entschieden, dass psychologische Psychotherapeuten künftig zulasten der obligatorischen Krankenpflegeversicherung (OKP) selbständig und auf eigene Rechnung tätig sein können. Voraussetzung ist eine ärztliche Anordnung. Die Änderungen traten am 1. Juli 2022 in Kraft. Die reguläre Anordnungsbefugnis ist eingeschränkt auf Ärzte der Grundversorgung sowie der psychiatrischen und psychosomatischen Versorgung. Kriseninterventionen oder Kurztherapien, für Patienten mit schweren Erkrankungen bei Neudiagnose oder bei einer lebensbedrohlichen Situation, können auch durch Personen mit einem Facharzttitel einmalig für ein Maximum von 10 Sitzungen angeordnet werden.

## Weitere Definitionen und Abgrenzungen
Definitionen von Psychotherapie betonen jeweils verschiedene Aspekte und sind auch zwischen einzelnen Ländern bzw. dem angloamerikanischen und deutschen Sprachraum nicht ganz identisch.
Nach einer bis heute oft zitierten methodenübergreifenden Definition im deutschen Sprachraum von Hans Strotzka ist Psychotherapie

„… ein bewusster und geplanter interaktionaler Prozess zur Beeinflussung von Verhaltensstörungen und Leidenszuständen, die in einem Konsensus (möglichst zwischen Patient, Therapeut und Bezugsgruppe) für behandlungsbedürftig gehalten werden, mit psychologischen Mitteln (durch Kommunikation) meist verbal, aber auch averbal, in Richtung auf ein definiertes, nach Möglichkeit gemeinsam erarbeitetes Ziel (Symptomminimalisierung und/oder Strukturänderung der Persönlichkeit) mittels lehrbarer Techniken auf der Basis einer Theorie des normalen und pathologischen Verhaltens. In der Regel ist dazu eine tragfähige emotionale Bindung notwendig.“

Zusammenfassen kann man dies, dass es sich um eine Behandlung von Störungen handelt, dazu psychologische Methoden und theoriegestützte lehrbare Techniken angewendet werden (was eine Ausbildung der Therapeuten impliziert). Ziele sind die Symptomreduktion und die Beeinflussung von Persönlichkeitsfaktoren, die die Störung verursachen oder (mit)bedingen.
Internationale Definitionen können eine breitere Auffassung repräsentieren: Die Psychotherapieforscher David Orlinsky und Kenneth I. Howard beschrieben in der zweiten Auflage des Handbook of Psychotherapy and Behavior Change aus dem Jahr 1978 Psychotherapie unter folgenden Aspekten:

“Psychotherapy is (1) a relation among persons, engaged in by (2) one or more individuals defined as needing special assistance to (3) improve their functioning as persons, together with (4) one or more individuals defined as able to render such special help.”

„Psychotherapie ist (1) eine Beziehung zwischen Personen; einerseits (2) einem oder mehreren Individuen, die Hilfe dabei benötigen, (3) ihr Funktionieren als Person zu verbessern, und andererseits (4) einem oder mehreren Individuen, die diese spezielle Hilfe zur Verfügung stellen.“

Orlinsky et al. ergänzen in der fünften Auflage des Handbook of Psychotherapy and Behavior Change (2004), dass Psychotherapie in der heutigen Zeit auch umfasst bzw. umfassen kann:
- eine Form von Förder- oder weiterführendem Unterricht in Bezug auf sozial-emotionales Funktionieren
- eine nicht-gewalttätige Form der sozialen Kontrolle von abweichendem Verhalten
- eine Vermittlung von sinnhafter persönlicher Orientierung und Lebensphilosophie (oder „spiritueller“ Entwicklung).

Aus einem anderen Blickwinkel könne Psychotherapie als eine Verfeinerung und Professionalisierung persönlicher helferischer Fertigkeiten gesehen werden, die dann gesucht wird, wenn das soziale Netzwerk des Individuums versagt (z. B. in einer Krise) oder kaum noch vorhanden ist (in sich schnell verändernden und hochmobilen Gesellschaften), oder wenn das nötige Ausmaß an „therapeutischer“ Kompetenz das in normalen sozialen Netzwerken übliche Niveau überschreitet. Diese Form der persönlichen Hilfe wird in modernen städtischen Gesellschaften angeboten als
- professionelles Angebot
- von Personen, deren Fachkunde in helferischen Fähigkeiten formal anerkannt wurde durch Ausbildungsinstitute, Lizenzierung und Reputation,
- gegenüber Personen, deren Probleme die psychische Gesundheit im engeren Sinne betreffen.[80]

Jerome D. Frank lieferte in seinem vielbeachteten Buch Persuasion and Healing eine kulturübergreifende Definition:

“Attempts to relieve suffering and disability are usually labeled treatment, and every society trains some of its members to apply this form of influence. Treatment typically involves a personal relationship between healer and sufferer. Certain types of therapy rely primarily on the healer’s ability to mobilize healing forces in the sufferer by psychological means. These forms of treatment may be generically termed psychotherapy.”

„Versuche, Leiden und Behinderung zu vermindern werden gewöhnlich Behandlung genannt, und jede Gesellschaft bildet einige ihrer Mitglieder aus, diese spezielle Form der Einflussnahme auszuüben. Behandlung umfasst üblicherweise eine persönliche Beziehung zwischen Heiler und Leidendem. Bestimmte Arten von Therapie beruhen primär auf der Fähigkeit des Heilers, heilende Kräfte im Leidenden mit psychologischen Mitteln zu mobilisieren. Diese Form der Behandlung wird gewöhnlich Psychotherapie genannt.“

Vertreter des Konzepts der emotionalen Intelligenz, z. B. Daniel Goleman, verstehen Psychotherapie als systematisches Neuerlernen von Gefühlsreaktionen.

## Allgemeine Wirkfaktoren

### Modelle zur Psychotherapie und ihrer Wirkungsweise

#### Unspezifische Wirkfaktoren nach J. Frank
Jerome D. Frank beschrieb 1961 vier Faktoren des psychotherapeutischen Geschehens, die seiner Meinung nach schulenübergreifend wirksam sind:
- Eine Beziehung zwischen Therapeut und Patient, in welcher der Patient den Therapeuten als kompetent und bereit zur Hilfe erlebt.
- Die Besonderheit der therapeutischen Situation als Ort der Heilung (mit Insignien wie der professionellen Akkreditierung des Therapeuten, Couch etc.) und die damit zusammenhängenden Heilungserwartungen.
- Die Vermittlung einer Erklärung (Attribution) für die Probleme des Patienten und wie man diesen abhelfen kann.
- Die Durchführung eines therapeutischen Rituals (Aktivität, bei der davon ausgegangen wird, dass sie die Heilung bewirkt).

Nach Frank geht es dabei vor allem um eine Remoralisierung des Patienten, der durch die Symptome demoralisiert wurde und daher Hilfe sucht.

#### Therapiefaktoren nach Orlinsky und Howard
In ihrem (erstmals 1986 veröffentlichten und seitdem überarbeiteten) „Generic Model of Psychotherapy“ beschrieben David Orlinsky und Kenneth I. Howard allgemeine (schulenübergreifende) Prozessvariablen, die sich auf das Therapieergebnis auswirken:
- Die formale Beziehung („therapeutic contract“, organisatorischer Aspekt)
- Therapeutische Aktivitäten („therapeutic operations“, technischer Aspekt)
- Therapeutische Beziehung („therapeutic bond“, interpersoneller Aspekt)
- Selbstbezogenheit („self-relatedness“, intrapersoneller Aspekt)
- unmittelbare Einflüsse der Sitzung („in-session impacts“, klinischer Aspekt)
- zeitliche Muster („temporal patterns“, sequentieller Aspekt, zeitliche Abfolge)

#### Wirkfaktoren nach Grawe
Nach Klaus Grawe (1943–2005) lassen sich – über die Therapieschulen hinweg – folgende grundlegende Wirkfaktoren der Psychotherapie nachweisen:
1. Therapeutische Beziehung: Die Qualität der Beziehung zwischen dem Psychotherapeuten und dem Patienten/Klienten trägt signifikant zu einem besseren oder schlechteren Therapieergebnis bei. siehe auch Reparenting
2. Ressourcenaktivierung: Die Eigenarten, die die Patienten in die Therapie mitbringen, werden als positive Ressource für das therapeutische Vorgehen genutzt. Das betrifft vorhandene motivationale Bereitschaften, Fähigkeiten und Interessen der Patienten.
3. Problemaktualisierung: Die Probleme, die in der Therapie verändert werden sollen, werden unmittelbar erfahrbar. Das kann z. B. dadurch geschehen, dass Therapeut und Klient reale Situationen aufsuchen, in denen die Probleme auftreten, oder dass sie durch besondere therapeutische Techniken wie intensives Erzählen, Imaginationsübungen, Rollenspiele o. ä. die Probleme erlebnismäßig aktualisieren.
4. Motivationale Klärung: Die Therapie fördert mit geeigneten Maßnahmen, dass der Patient ein klareres Bewusstsein der Determinanten (Ursprünge, Hintergründe, aufrechterhaltende Faktoren) seines problematischen Erlebens und Verhaltens gewinnt.
5. Problembewältigung: Die Behandlung unterstützt den Patienten mit bewährten problemspezifischen Maßnahmen (direkt oder indirekt) darin, positive Bewältigungserfahrungen im Umgang mit seinen Problemen zu machen.

#### Empirische Befunde
Asay und Lambert (2001) kamen bei einer Auswertung empirischer Ergebnisse zu der Schlussfolgerung, dass die Varianz in der therapeutischen Veränderung des Klienten zu
- 40 % durch Klientenvariablen und extratherapeutische Faktoren,
- 30 % durch die therapeutische Beziehung,
- 15 % durch die Therapieform und
- 15 % durch Erwartung und Placebo-Effekte erklärt wird.[89]

### Personenzentrierte Psychotherapie-Kompetenzen

#### Definition eines Therapeuten-Effekts
Eine Grundannahme für „personenzentrierte Psychotherapie-Kompetenzen“ ist, dass Therapeuten aufgrund personenbezogener Faktoren hinsichtlich ihrer Kompetenz unterscheiden. „The term therapist effects encompasses conceptual, clinical, and statistical phenomena that refer to ‚the contribution that can be attributed to therapists when evaluating the efficacy of a psychological intervention‘“. So ein Effekt soll sich z. B. darin zeigen, dass manche Therapeuten konsistent bessere Ergebnisse erzielen als andere. Über die Zeit und die verschiedenen Patienten hinweg soll dieser Effekt relativ stabil sein, was aber nicht bedeutet, dass Training und Übung den Effekt nicht verändern würde; wenn sich Therapeuten durch bewusstes Üben selbst verbessern, wächst auch die Erfolgsrate.

#### Bestandteile des Therapeuten-Effekts
Für den Effekt nicht relevant seien bei der Person des Psychotherapeuten das Geschlecht, das Alter, die Erfahrung und der qualifizierende Abschluss. Laut bisheriger Studien sind auch die theoretische Schulen-Orientierung, selbst berichtete interpersonale Fähigkeiten und Manual-Adhärenz nicht korreliert mit dem Therapie-Erfolg. „Zu den Faktoren, die [eine erfolgsfördernde] Beziehung beeinflussen, gehören Glaubwürdigkeit, Zuverlässigkeit und die Kompetenz des Therapeuten“.

#### Größe des Therapeuten-Effekts
Wer eine Therapie durchführt, erklärt in etwa 5 bis 8 Prozent der Unterschiede in Therapie-Ergebnissen und bei besonders schwer belasteten Patienten, ähnlich wie Kernberg vor vielen Jahren sagte, wächst der Effekt auf bis zu 16 Prozent. In manchen Werken ist von 30 Prozent Varianzerklärung durch den Therapeuten die Rede und je nachdem, was die abhängige Variable genau ist, soll es sogar bis zu 70 Prozent gehen.

#### Modelle zu personenzentrierten Psychotherapie-Kompetenzen
Sofern Psychotherapeuten (schulenunabhängig) vielleicht durch ihre ganz persönlichen Kompetenzen wirken, müsste es auch Modelle geben, die das versuchen, abzubilden. Zwei davon sind das Helping Skills-Modell von Hill (2014) und das Facilitative Interpersonal Skills-Modell von Anderson (2009).

##### Helping Skills-Modell
In Hills Modell werden drei Kompetenzen genannt: Explorative Fähigkeiten (z. B. Reflexionen), einsichtsorientierte Fähigkeiten (z. B. Interpretationen) und Handlungsfähigkeiten (z. B. Hausauf-gaben zu geben). Dies stellen Orientierungsbereiche dar, die flexibel und kontextsensibel umgesetzt werden sollen. Diese Helping Skills-Bereiche sollen sehr gut gelehrt werden können und verbessern eine ganze Menge an Therapeuten-Eigenschaften: Die trainierten Therapeuten sollen in einer Studie besser in der Umsetzung geworden sein, fühlten sich als Behandler besser, hatten weniger Angst, hatten mehr Selbstwirksamkeit, fühlten sich in der Behandlerrolle wohler, waren weniger selbstkritisch, und fühlten sich besser in der Lage, eine Bindung zu ihren Patienten herzustellen.

##### Facilitative Interpersonal Skills-Modell
Das Facilitative Interpersonal Skills Modell (FIS) von Anderson verfolgt einen anderen Ansatz: Den Therapeuten wird ein Standardset an realistischen Therapiesituationen vorgelegt und ihre Reaktionen darauf werden von Verhaltensbeoachtern auf mehreren Bereichen eingeschätzt, u. a. Beziehungskompetenz. Ist diese Kompetenz z. B. hoch ausgeprägt, werden Beziehungs-einschätzungen in den Therapien positiver, die Therapieergebnisse erfolgreicher und die Symptome geringer (ebd.). Die dort gemessenen Einschätzungen sollen nicht mit dem Helping Skills Modell korrelieren. „Apparently, FIS predicted helpers who gained confidence in their helping skills without being able to predict demonstrated learning of helping skills“. Obwohl also das FIS-Modell mit realistischen Situationen arbeitet, scheint die Wirkung der Einschätzung gar nicht gezeigte Fähigkeiten zu betreffen, sondern eher gefühlte: „FIS predicted helpers who gained confidence in their helping skills“, also womöglich eher gefühltes, statt objektiv gezeigtes kompetentes Therapieren.

## Medien
- Cécile Loetz, Jakob Müller: Wie läuft eine Psychoanalyse ab?. In: Rätsel des Unbewußten. Podcast zur Psychoanalyse und Psychotherapie (Folge 10).